# Suplemento culturista
Los suplementos para culturistas, también llamados suplementos deportivos, son sustancias ingeridas con el objetivo de obtener un incremento en la masa muscular, una mejor recuperación después de realizar ejercicio, quemar grasa o por requerimiento de energía. Son utilizadas por atletas de élite y de no élite, especialmente por aquellos que practican el entrenamiento con pesas u otros deportes que requieren el crecimiento de los músculos o la pérdida de grasa.
Estos suplementos se pueden emplear de igual forma en la mejora de la realización de los ejercicios así como en una disminución de los periodos de descanso entre cada sesión de entrenamiento. Se consideran como un suplemento alimenticio que procura alterar el nivel de uno o más nutrientes de la dieta de un deportista, como puede ser la creatina o la ribosa. Esto difiere de los esteroides, los cuales tienen como objetivo alterar las hormonas por encima de sus niveles naturales (principalmente la testosterona).

## Suplementos de proteína

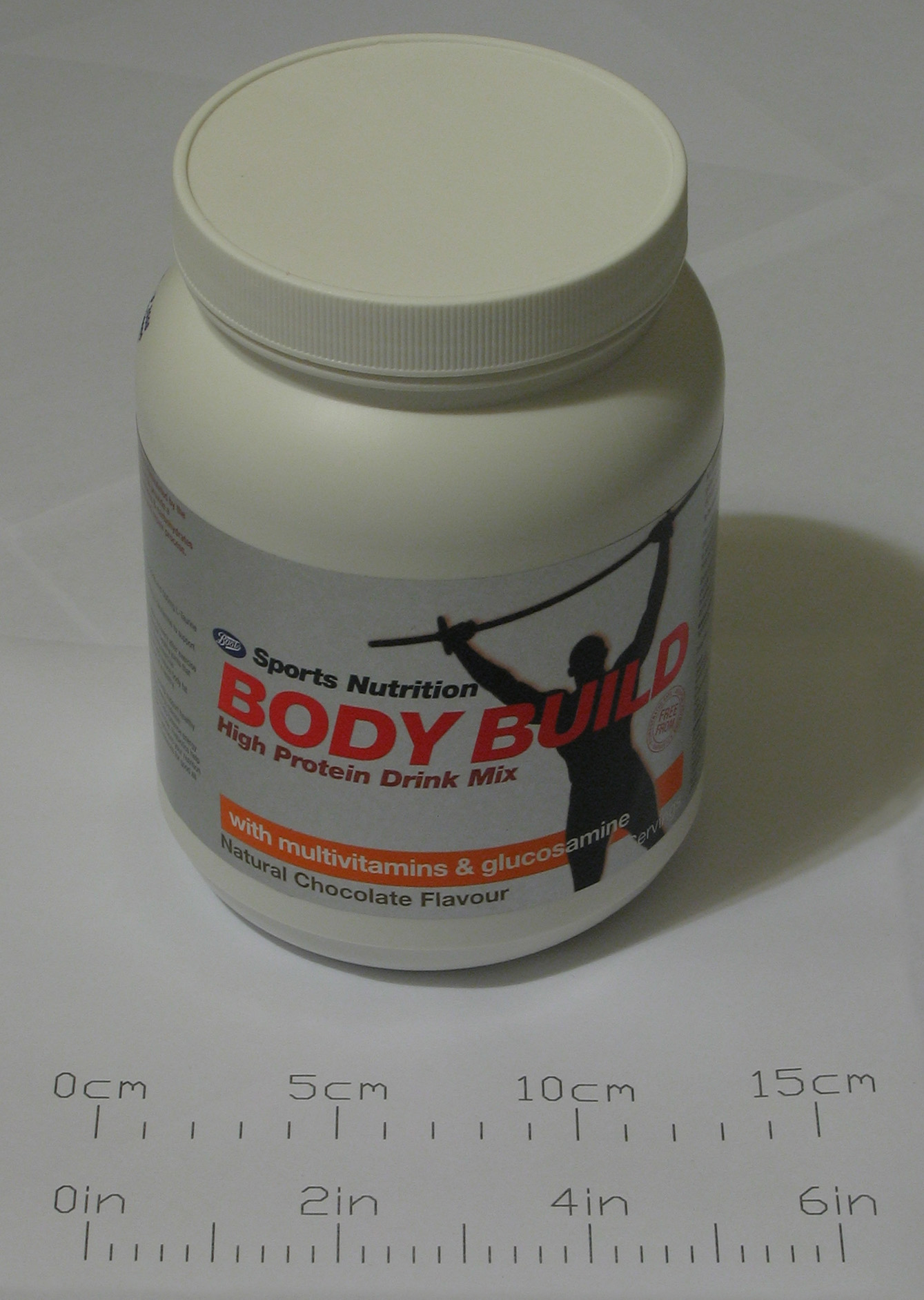
Suplemento culturista típico. Elaborado con proteína de suero de leche o albúmina, suele prepararse en forma de batido.

El cuerpo humano consume proteína constantemente. Este metabolismo de las proteínas se manifiesta como equilibrio entre el catabolismo (consumo de tejido muscular) y el anabolismo (su reconstrucción). Se sabe que un hombre adulto de unos 120 kg y sin actividad puede consumir en torno a unos 70-100 g de proteína diariamente. La cantidad y calidad de la proteína en la dieta es importante a la hora de determinar los efectos de esta. Incrementando la proteína en la ingesta de alimentos se incrementarán los niveles de aminoácidos y con ello la síntesis de proteínas.[cita requerida] La cantidad de proteína en la dieta alimenticia es importante para determinar los efectos de la proteína en el metabolismo del atleta.[cita requerida]
La calidad (valor biológico) de las proteínas debe tenerse en cuenta, ciertas proteínas son biológicamente más efectivas que otras. Hay que tener en cuenta que, al igual que los carbohidratos que se digieren con mayor o menor velocidad en función del índice glucémico, las proteínas se pueden clasificar desde el punto de vista nutricional como proteínas rápidas o proteínas lentas, en función de la velocidad de absorción que posean, la cual dependerá del tipo de proteína y de la presencia de otros macronutrientes. El promedio de proteínas aconsejado por la Unión Europea para un varón adulto es de 54-105 g y para una mujer adulta es de 43-81 g, en comparación con las dosis mínimas diarias aconsejadas (RDA) en Estados Unidos, que para un varón alcanza a ser de 58 g y una mujer 50 g (0,8 o 0,9 g/kg de peso corporal). Existe una gran cantidad de estudios científicos que demuestran que la cantidad requerida para un deportista de resistencia está en el rango de 1,2 hasta 1,8 g/kg/día. Un estudio comparó la necesidad de ingerir proteína de atletas culturistas respecto a personas que no practican deportes, observándose que los atletas requerían solo 1,67 veces más proteína diaria que los sujetos no entrenados.

### Monohidrato de creatina

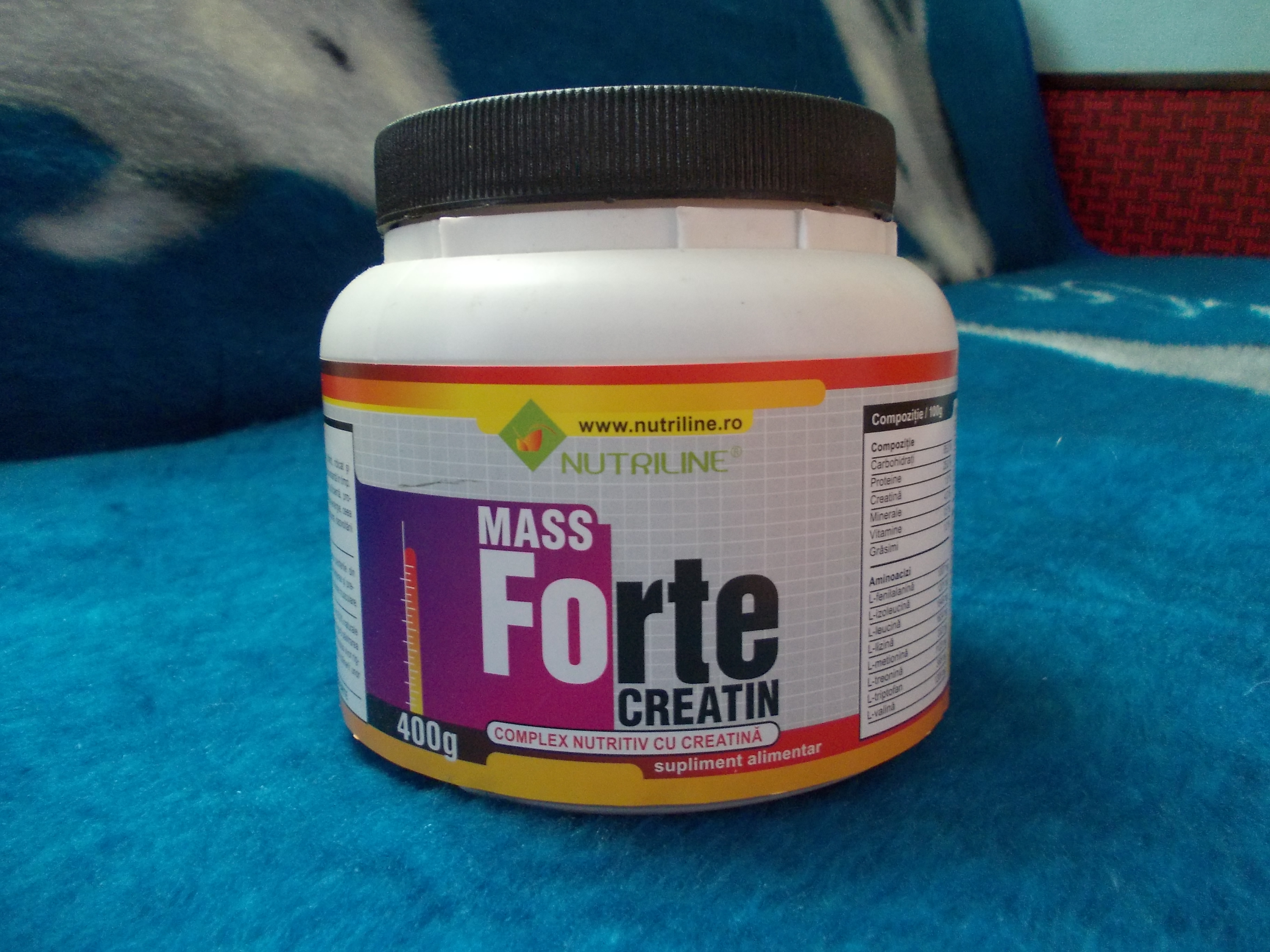
Suplemente alimenticio con creatina

El monohidrato de creatina es uno de los suplementos más populares en la práctica de culturismo. El objetivo de su consumo es el aumento muscular y el incremento en la capacidad de almacenamiento de creatina en los músculos (para la creación de fosfocreatina útil en el ATP muscular), así como un incremento del 5 al 7% en la fuerza anaeróbica. En el cuerpo humano, este compuesto se produce a un ritmo de 2 g/día en el hígado, los riñones y el páncreas, gracias a la presencia de arginina, la glicina y la metionina. 
Muchos de los suplementos ofrecidos a la comunidad culturista poseen otros ingredientes tales como aminoácidos, oxidantes y micronutrientes (vitaminas y minerales) con el objeto de reducir al máximo el catabolismo proteínico. Su uso está sometido a polémica en la comunidad científica, y su comercialización trae un ventajoso negocio a las compañías farmacéuticas debido a su concepto de "alternativa a los esteroides". Estudios recomiendan no emplear altos niveles de creatina durante prolongados periodos de tiempo. La creatina se encuentra en algunos alimentos de forma natural como puede ser la carne (en un promedio que va desde 3–9 g por kg de carne) y se ingiere por completo en el estómago. El consumo de creatina puede entenderse como una "carga muscular de energía anaeróbica". Los estudios realizados sobre la ingesta de creatina durante periodos cortos de tiempo (15–30 g/día, o 0,3 g/kg/día durante periodos de 5–7 días) incrementa el contenido de creatina y fosfocreatina en los músculos entre un 15–30% y un 10–40% respectivamente. En los casos de entrenamiento para un evento se suelen administrar, dependiendo de la actividad, 20 gramos al día de creatina (divididos en cuatro tomas) durante un periodo de cinco o seis días.[cita requerida] Las dosis diarias más bajas, de 2 a 5 gramos son adecuadas para mantener concentraciones elevadas de creatina en los músculos, aunque no está demostrado que sean eficaces para producir una mejora prolongada del rendimiento atlético.

### Compuestos ricos en proteína

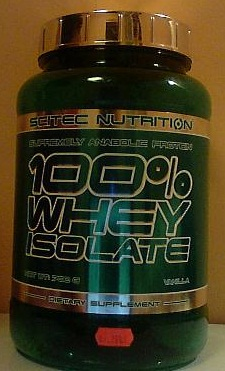
Polvo de proteína

Los compuestos más populares son batidos en polvo de proteína del suero lácteo. Esta proteína de bajo coste y alto rendimiento se obtiene de los residuos de la industria quesera. Otros compuestos se basan en la caseína (proteína de los lácteos que posee alto contenido de glutamina,  importante en la recuperación del ejercicio anaeróbico) o la albúmina (proteína del huevo). Los deportistas vegetarianos pueden optar por ingerir compuestos a base de harina de soja (fuente de proteína vegetal). La proteína de soja contiene además isoflavonas, un tipo de fitoestrógeno, que posee una débil actividad estrogénica.
Existen suplementos de aminoácidos ramificados (denominados a veces con las siglas BCAA, del inglés Branched Chain Amino Acids) y que suelen ser de tres tipos: leucina, isoleucina y valina. Cada uno de estos aminoácidos ramificados posee numerosos beneficios en diversos procesos biológicos del cuerpo humano y, al contrario que otros aminoácidos, se metabolizan en el músculo.

## Prohormonas
Las prohormonas son sustancias precursoras de las hormonas. Algunas prohormonas como la proinsulina se han empleado en medicina desde mediados del siglo XX.[cita requerida] En el culturismo, su uso está orientado al aumento de la testosterona mediante la presencia de las enzimas correspondientes. Las prohormonas no se clasifican como esteroides anabólicos y por lo tanto se regulan de forma diferente a estos últimos. No obstante, su uso sin prescripción médica está prohibido en los Estados Unidos, y sus efectos secundarios aún no se conocen completamente.

## Esteroides anabólicos
Los esteroides anabólicos aceleran el crecimiento, incrementando el ritmo de maduración ósea y el desarrollo de la masa muscular. Muchos estudios no hallaron cambios significativos en el tamaño corporal o el rendimiento físico atribuibles al consumo de esteroides, pero muchos otros hallaron que los esteroides tenían una influencia considerablemente positiva sobre el incremento de la masa muscular y la fuerza.[cita requerida]

## Sustitutos alimenticios
Los sustitutos alimenticios son productos que buscan sustituir los macronutrientes y micronutrientes de una dieta típica. Por regla general, se elaboran con el objeto de reducir la ingesta de lípidos, equilibrar la ingesta de carbohidratos y maximizar la ingesta de proteínas. La mayoría de los sustitutos alimenticios emplean proteína del suero de leche, caseinato de calcio o caseína micelar, o proteína de soja.[cita requerida]